# Beaufort (Haute-Garonne)
Beaufort (okzitanisch: Bèuhòrt) ist eine französische Gemeinde mit 479 Einwohnern (Stand: 1. Januar 2022) im Département Haute-Garonne in der Region Okzitanien (zuvor Midi-Pyrénées). Sie gehört zum Arrondissement Muret und zum Kanton Cazères. Die Bewohner werden Beaufortais(es) genannt.

## Geographie
Beaufort liegt etwa 35 Kilometer südwestlich von Toulouse. An der nördlichen Gemeindegrenze verläuft das Flüsschen Saudrune, mehrere seiner Zuflüsse durchqueren das Gemeindegebiet. Umgeben wird Beaufort von den Nachbargemeinden Sainte-Foy-de-Peyrolières im Norden und Osten, Rieumes im Süden, Montgras im Südwesten und Westen sowie Sabonnères im Westen.

## Bevölkerungsentwicklung
| Jahr                       | 1962 | 1968 | 1975 | 1982 | 1990 | 1999 | 2011 | 2020 |
| Einwohner                  | 162  | 125  | 142  | 140  | 147  | 247  | 345  | 472  |
| Quellen: Cassini und INSEE |      |      |      |      |      |      |      |      |

## Sehenswürdigkeiten
- Kirche Sainte-Marie-Magdeleine

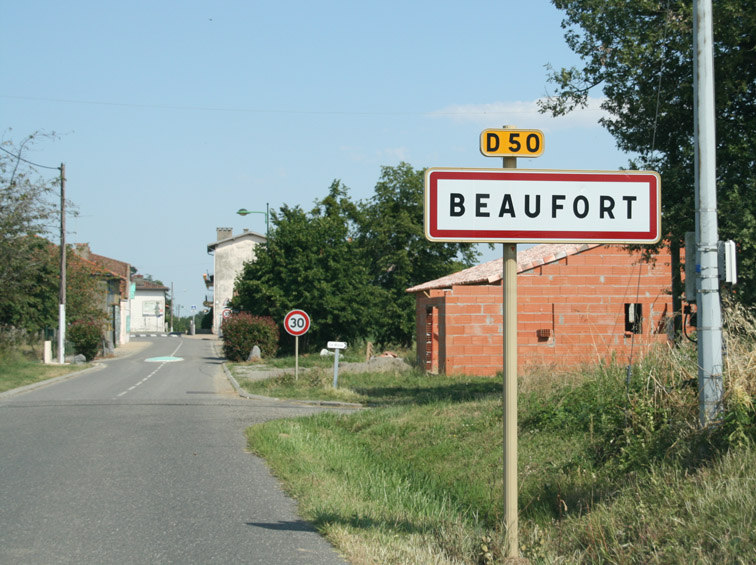
Ortseingang
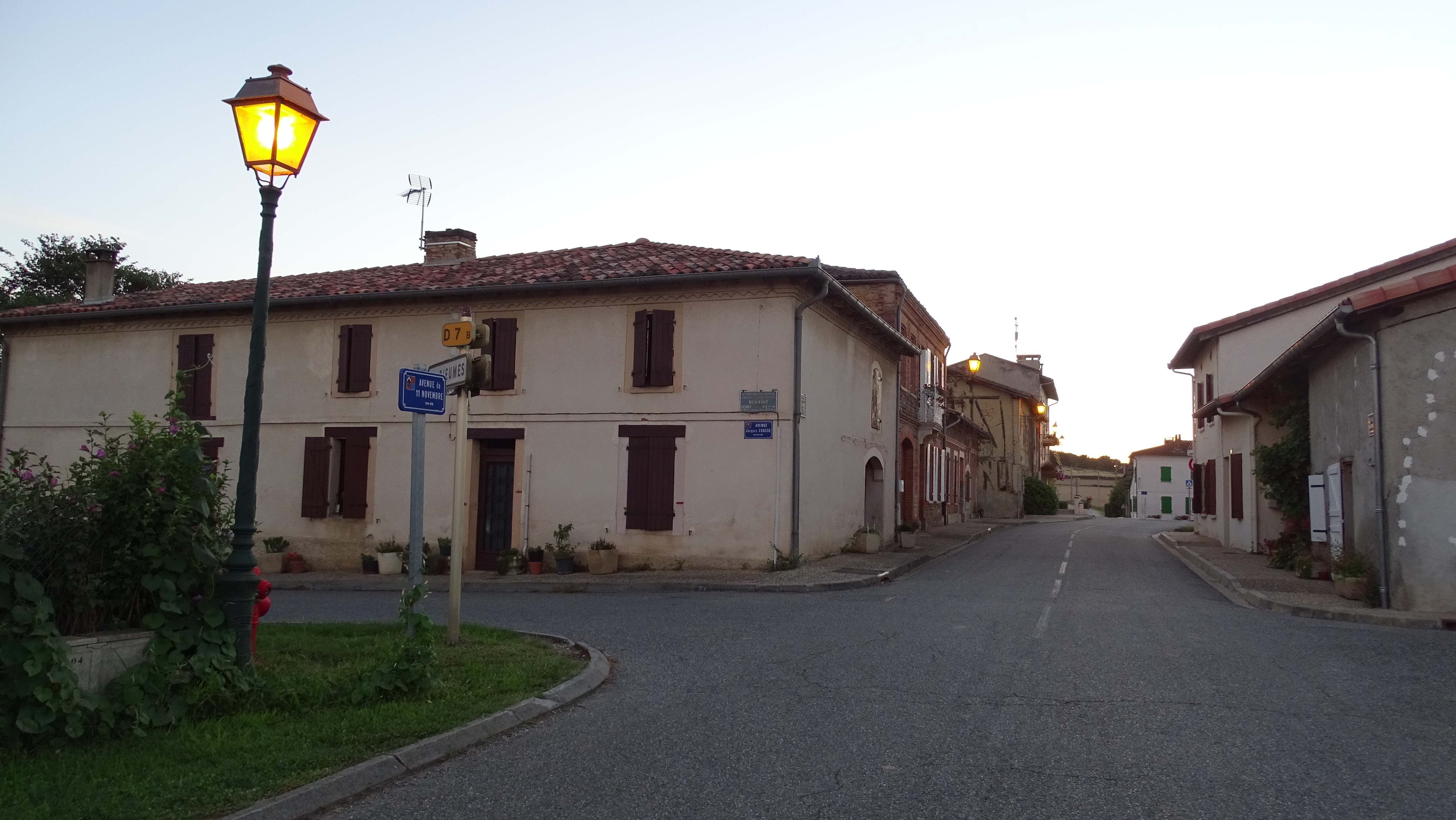
Ortsmitte